# Spätirmen-Kultur
| Prähistorische Kulturen Russlands |                         |
| Mittelsteinzeit                   |                         |
| Kunda-Kultur                      | 7400–6000 v. Chr.       |
| Jungsteinzeit                     |                         |
| Bug-Dnister-Kultur                | 6500–5000 v. Chr.       |
| Dnjepr-Donez-Kultur               | 5500–4000 v. Chr.       |
| Sredny-Stog-Kultur                | 4500–3500 v. Chr.       |
| Jekaterininka-Kultur              | 4300–3700 v. Chr.       |
| Kammkeramische Kultur             | 4200–2000 v. Chr.       |
| Fatjanowo-Kultur                  | um 2500 v. Chr.         |
| Kupfersteinzeit                   |                         |
| Nordkaspische Kultur              |                         |
| Kurgankultur                      | 5000–3000 v. Chr.       |
| Samara-Kultur                     | um 5000 v. Chr.         |
| Chwalynsk-Kultur                  | 5000–4500 v. Chr.       |
| Botai-Kultur                      | 3700–3100 v. Chr.       |
| Jamnaja-Kultur                    | 3600–2300 v. Chr.       |
| Afanassjewo-Kultur                | 3500–2500 v. Chr.       |
| Ussatowe-Kultur                   | 3300–3200 v. Chr.       |
| Glaskowo-Kultur                   | 3200–2400 v. Chr.       |
| Bronzezeit                        |                         |
| Poltavka-Kultur                   | 2700–2100 v. Chr.       |
| Potapovka-Kultur                  | 2500–2000 v. Chr.       |
| Katakombengrab-Kultur             | 2500–2000 v. Chr.       |
| Abaschewo-Kultur                  | 2500–1800 v. Chr.       |
| Sintaschta-Kultur                 | 2100–1800 v. Chr.       |
| Okunew-Kultur                     | um 2000 v. Chr.         |
| Samus-Kultur                      | um 2000 v. Chr.         |
| Andronowo-Kultur                  | 2000–1200 v. Chr.       |
| Susgun-Kultur                     | um 1700 v. Chr.         |
| Srubna-Kultur                     | 1600–1200 v. Chr.       |
| Kolchis-Kultur                    | 1700–600 v. Chr.        |
| Begasy-Dandybai-Kultur            | um 1300 v. Chr.         |
| Karassuk-Kultur                   | um 1200 v. Chr.         |
| Ust-Mil-Kultur                    | um 1200–500 v. Chr.     |
| Koban-Kultur                      | 1200–400 v. Chr.        |
| Irmen-Kultur                      | 1200–400 v. Chr.        |
| Spätirmen-Kultur                  | um 1000 v. Chr.         |
| Plattengrabkultur                 | um 1300–300 v. Chr.     |
| Aldy-Bel-Kultur                   | 900–700 v. Chr.         |
| Eisenzeit                         |                         |
| Baitowo-Kultur                    |                         |
| Tagar-Kultur                      | 900–300 v. Chr.         |
| Nosilowo-Gruppe                   | 900–600 v. Chr.         |
| Ananino-Kultur                    | 800–300 v. Chr.         |
| Tasmola-Kultur                    | 700–300 v. Chr.         |
| Gorochowo-Kultur                  | 600–200 v. Chr.         |
| Sagly-Baschi-Kultur               | 500–300 v. Chr.         |
| Jessik-Beschsatyr-Kultur          | 500–300 v. Chr.         |
| Pasyryk-Stufe                     | 500–300 v. Chr.         |
| Sargat-Kultur                     | 500 v. Chr.–400 n. Chr. |
| Kulaika-Kultur                    | 400 v. Chr.–400 n. Chr. |
| Tes-Stufe                         | 300 v. Chr.–100 n. Chr. |
| Schurmak-Kultur                   | 200 v. Chr.–200 n. Chr. |
| Taschtyk-Kultur                   | 100–600 n. Chr.         |
| Tschernjachow-Kultur              | 200–500 n. Chr.         |

Plan der Siedlung von Tschitscha. Links der Westteil der Zitadelle, rechts die befestigte Außensiedlung

Die Spätirmen-Kultur bestand am Übergang von der Bronze- zur Eisenzeit, gegen Ende des zweiten vorchristlichen Jahrtausends im westlichen Sibirien zwischen den Flüssen Irtysch und Ob.
Das Fundgut zeigt deutliche Verbindungen zur bronzezeitlichen Irmen-Kultur, die Keramik ist aber deutlich gröber und einfacher gearbeitet. Häufig sind Töpfe mit gerundetem bis kugeligem Bauch, flachem Standboden, einbiegender Schulter und Trichter- oder Zylinderhals. Die Verzierungen sind ebenfalls einfach, aber charakteristisch. Die am besten erforschte größere Fundstelle der Spätirmen-Kultur befindet sich in Tschitscha. Im Zentrum dieser Anlage befand sich eine befestigte Zitadelle, die wohl einer Elite vorbehalten war und von einer ebenfalls befestigten Außensiedlung mit offenbar planmäßig angelegten Gebäuden umgeben wurde. Die Häuser der Spätirmen-Kultur waren in der Regel Grubenhäuser (Polu-semljanki). Die Toten wurden zumeist in Hockerstellung bestattet. Die Wirtschaft der Spätirmen-Kultur beruhte auf der Viehzucht, ergänzt durch Fischfang und Jagd. Um 1000 v. Chr. wurde die Spätirmen-Kultur von der Krasnoosero-Kultur abgelöst.